# Cottonwood Creek (Snake River)
Der Cottonwood Creek ist ein etwa 12 km langer, rechter Nebenfluss des Snake River im Westen des US-Bundesstaates Wyoming. Er fließt auf seiner gesamten Strecke durch den Grand-Teton-Nationalpark. 

## Verlauf
Der Cottonwood Creek bildet den Abfluss des Jenny Lake am Fuße der Teton Range und folgt dem Verlauf der Bergkette nach Süden. Dabei erhält er einen Großteil der Bäche aus den Schluchten und Gletschern der Teton Range von Westen, wie beispielsweise den Taggart Creek aus dem Avalanche Canyon. Auch Seen wie Bradley Lake oder Taggart Lake entwässern in den Cottonwood Creek. Er fließt auf seiner gesamten Länge durch das Tal Jackson Hole innerhalb des Grand-Teton-Nationalparks, bevor er wenige Kilometer nördlich von Moose auf einer Höhe von 1970 m in den hier nach Süden fließenden Snake River mündet. Der gesamte Flussverlauf befindet sich im Teton County.

## Hydrologie
Der Cottonwood Creek ist als Nebenfluss des Snake River Teil des Einzugsgebietes des Columbia Rivers, der in den Pazifischen Ozean entwässert. Das Einzugsgebiet des Cottonwood Creek umfasst ein Areal von etwa 187 km² und grenzt an die Einzugsgebiete von Moran Creek im Norden, Snake River im Osten sowie Teton Creek und Leigh Creek im Westen. Der Cottonwood Creek entwässert einen Großteil der zentralen Teton Range und ist einer der wasserreichsten Zuflüsse des Snake River an dessen Oberlauf in Wyoming.